# グルメントゥムの戦い
グルメントゥムの戦いは、第二次ポエニ戦争中の紀元前207年に発生した、ガイウス・クラウディウス・ネロのローマ軍と、ハンニバルのカルタゴ軍の分遣隊の戦闘である。戦闘はローマ軍の戦術的勝利で終わった。この戦闘の後、ネロは北に進軍し、メタウルスの戦いでハンニバルに合流しようとしていた弟のハスドルバル・バルカに勝利し、ハスドルバルは戦死した。

## 参考資料
1. ↑  Livy's History of Rome, Book 27.41-42. at Project Gutenberg